# Flora (Rembrandt)
Flora nebo také Saskia jako Flora je Rembrandtovým portrétem ženy z roku 1634. O rok později namaloval další obraz bohyně Flory, který je nyní v Národní galerii v Londýně. Žena, kterou někteří historici umění považují za malířovu manželku Saskii, je oblečená do šatů v orientálním stylu a v pravé ruce má hůl zdobenou girlandou květů.